# Aalborg Amtskreds
Aalborg Amtskreds var en valgkreds i Landsdel Jylland fra 1920 til 1970. Fra 1971 blev området en del af Nordjyllands Amtskreds. 
Amtskredsen bestod af følgende opstillingskredse:
1. Aalborg Vestkredsen.
2. Aalborg Østkredsen.
3. Bælumkredsen.
4. Aarskredsen.
5. Nibekredsen.
6. Nørre Sundby-kredsen.